# موتینگن
موتینگن (به آلمانی: Möttingen) یک شهر در آلمان است که در دناو-ریس واقع شده‌است.